# Мексикано-хорватские отношения
Мексикано-хорватские отношения — двусторонние дипломатические отношения между Мексикой и Хорватией. Государства являются членами многих международных организаций, включая: Организацию Объединённых Наций, Международный валютный фонд, Всемирный банк и Всемирную торговую организацию.

## История
После обретения Хорватией независимости от Социалистической Федеративной Республики Югославии в июне 1991 года Мексика признала новое независимое государство 22 мая 1992 года. Дипломатические отношения между странами были официально установлены 6 декабря 1992 года. С момента установления дипломатических отношений контакты были ограниченными.
В марте 2002 года президент Хорватии Степан Месич посетил Мексику для участия в Международной конференции по финансированию развития в Монтеррее. Это был первый визит на высшем уровне главы хорватского государства в Мексику. В октябре 2008 года министр иностранных дел Мексики Патрисия Эспиноса нанесла официальный визит в Хорватию, что стало первым визитом на уровне министров Мексики в Хорватию с момента установления дипломатических отношений. В 2016 году Хорватия предложила открыть постоянное посольство в Мексике для развития отношений и торговли между странами.

## Визиты на высоком уровне
Из Хорватии в Мексику:
- Заместитель министра иностранных дел Фране Кринк (1997 год);
- Президент Степан Месич (2002 год).

Из Мексики в Хорватию:
- Министр иностранных дел Патрисия Эспиноса (2008 год).

## Двусторонние соглашения
Между странами подписано несколько двусторонних соглашений, таких как: Меморандум о взаимопонимании для создания механизма консультаций по вопросам, представляющим взаимный интерес (2008 год); Соглашение об отмене визовых требований для владельцев дипломатических и официальных паспортов (2008 год) и Соглашение о сотрудничестве в области образования, культуры и спорта (2011 год).

## Хорваты в Мексике
В Мексике есть небольшая иммигрантская община хорватов, в основном в столице и её окрестностях. В Хорватии популярны мексиканская кухня, музыка (мариачи) и мыльные оперы. Los Caballeros — первая хорватская группа, исполняющая традиционную мексиканскую музыку. В 2000 году группа успешно участвовала в 7-й Международной встрече мариачи и чаррерии в Гвадалахаре.
Хорватский моряк и солдат Винко Палетин присоединился к экспедиции Франсиско де Монтехо на полуострове Юкатан. Как член мексиканской доминиканской провинции Сент-Джеймс, Винко Палетин готовился стать священником в Сент-Доминике. В конце лета 1546 года он вернулся в Европу.
Хорватский миссионер-иезуит XVIII века Фердинанд Конщак стал одним из самых известных исследователей мексиканского полуострова Нижняя Калифорния, доказав, что это был полуостров. Фердинанд Конщак был выдающимся математиком, астрономом, естествоиспытателем, геологом, строителем дорог и набережных и руководителем всех иезуитских миссионеров в Мексике. В его честь был назван небольшой мексиканский остров Рока-Консаг.
Хорватский священник-иезуит Иван Раткай прибыл в нынешнюю мексиканскую провинцию Чиуауа в 1680 году. Он написал три очень подробных отчета о своей поездке, ландшафте, а также о жизни, природе и обычаях коренных народов, что стало самым старым описанием этого региона. К своему третьему путешествию Иван Раткай приложил карту провинции с указанием широты и долготы, частей света, миссионерских станций и испанских фортов, мест обитания провинциальных индейских племен, рек и гор. Это также одна из первых картографических работ хорватских авторов и самая старая карта этой мексиканской провинции. Карта была составлена в 1683 году в виде рисунка на бумаге. Оригинал хранится в Центральном архиве иезуитов в Риме.

## Экономическое сотрудничество
В 1997 году Мексика подписала Соглашение о свободной торговле с Европейским союзом. В 2017 году объём товарооборота между странами составил сумму 44 миллиона долларов США. В 2015 году Хорватия экспортировала в Мексику товаров на 25,4 миллиона долларов США и импортировала из нее товаров на 20,6 миллиона долларов США. Экспорт Хорватии в Мексику: формовочные машины и аппараты, кожа и варисторы из оксидов металлов. Экспорт Мексики в Хорватию: транспортные средства, машины и оборудование для упаковки товаров и деталей сидений. Мексиканские транснациональные компании América Móvil и Cemex, представлены в Хорватии.

## Дипломатические представительства
- Интересы Хорватии в Мексике представлены через посольство в Вашингтоне (США) и через почётное консульство в Мехико[11].
- Мексика представляет свои интересы в Хорватии через посольство в Будапеште (Венгрия) и через почётные консульства в Сплите и Загребе[12].